# Cameron White
Cameron Leon White (ur. 18 sierpnia 1983 w Bairnsdale) – australijski krykiecista. Praworęczny odbijający, czasami także praworęczny rzucający w stylu leg spin. Członek reprezentacji Australii.